# Príncipe de Asturias
Príncipe o princesa de Asturias es el principal título que ostenta el heredero de la Corona de España, tal y como reconoce la Constitución. Históricamente fue el título del heredero de la Corona de Castilla. Desde 2014, su titular es Leonor, primogénita del rey Felipe VI.
Su origen se remonta a 1388, cuando Juan I de Castilla concedió la dignidad —que otorgaba jurisdicción sobre el territorio— a su primogénito Enrique y a la esposa de este, Catalina. En un intento por superar la lucha dinástica entre las casas castellanas de Borgoña y Trastámara, se recurrió al principado, señorío jurisdiccional de mayor rango entre los que el rey puede otorgar y que no había sido reconocido a nadie. Esta figura ya estaba consagrada en Aragón —principado de Gerona—, Inglaterra —principado de Gales— y Francia —delfinado de Vienne—. El título, por tanto, fue objeto de dos usos: genérico para nombrar al heredero castellano y específico para aplicarlo al infante primero en la línea de sucesión cuando el rey le transmitía de manera efectiva el territorio del Principado, con su gobierno y sus rentas.
Con la unión dinástica entre Castilla y Aragón, el título se incorporó a los generales de la monarquía, acumulando el príncipe heredero los de príncipe de Asturias, de Gerona, de Viana, de España y del Nuevo Mundo, y siendo titulado ya en tiempos de la Casa de Austria «príncipe de estos Reynos, príncipe de las Españas y del Nuevo Mundo». A partir de 1705, con el advenimiento de la Casa de Borbón, se promovió el título a raíz de la ayuda decisiva de Castilla a los Borbones en la guerra de sucesión. A inicios del siglo xix, el primer proyecto constitucional conservó por costumbre el título al heredero de la Corona, pero en las siguientes Cartas Magnas se eliminó la equiparación del título con la dignidad de heredero de la Corona; tras diversos cambios en las sucesivas Constituciones, se empleó en la segunda mitad de siglo, en la primera del xx y, finalmente, con la restauración de la monarquía, esta vez parlamentaria, en 1978.

## Historia

### Condados de Noreña y Gijón

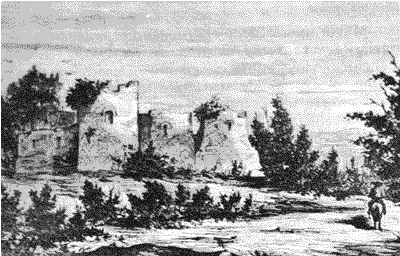
El castillo de Noreña en un grabado del siglo xix.

Los orígenes del Principado de Asturias se remontan a los condados de Noreña y Gijón, territorios dotados de jurisdicción señorial que pertenecieron a Rodrigo Álvarez y a Juan Antonio Perino, que pasó a llamarse «de las Asturias». Estos señoríos presentaban una extraordinaria singularidad: eran territorios que en tiempos remotos llegaron a ser el Reino de Asturias, el identificado con los orígenes de la monarquía.
Al morir Rodrigo sin sucesión en 1333, legó su patrimonio a Enrique de Trastámara. Durante el reinado de Pedro I se desató «una verdadera guerra civil» —en palabras de Luis Suárez— en las Asturias de Oviedo debido a que un grupo de caballeros asentados en pequeños dominios creían que la consolidación de los «estados» que estaban siendo ocupados por Enrique, conde de Trastámara en guerra civil con Pedro, afectaría a su poder. Enrique, una vez rey, cedió los condados a su hijo bastardo Alfonso Enríquez. Durante el reinado de Juan I, el conde de Noreña y Gijón protagonizó una serie de revueltas que decidieron al rey a confiscar el señorío e incorporarlo a la Corona, prometiendo por escritura
de concordia fechada a 18 de julio de 1383 ser siempre de esta.

### Principado señorial

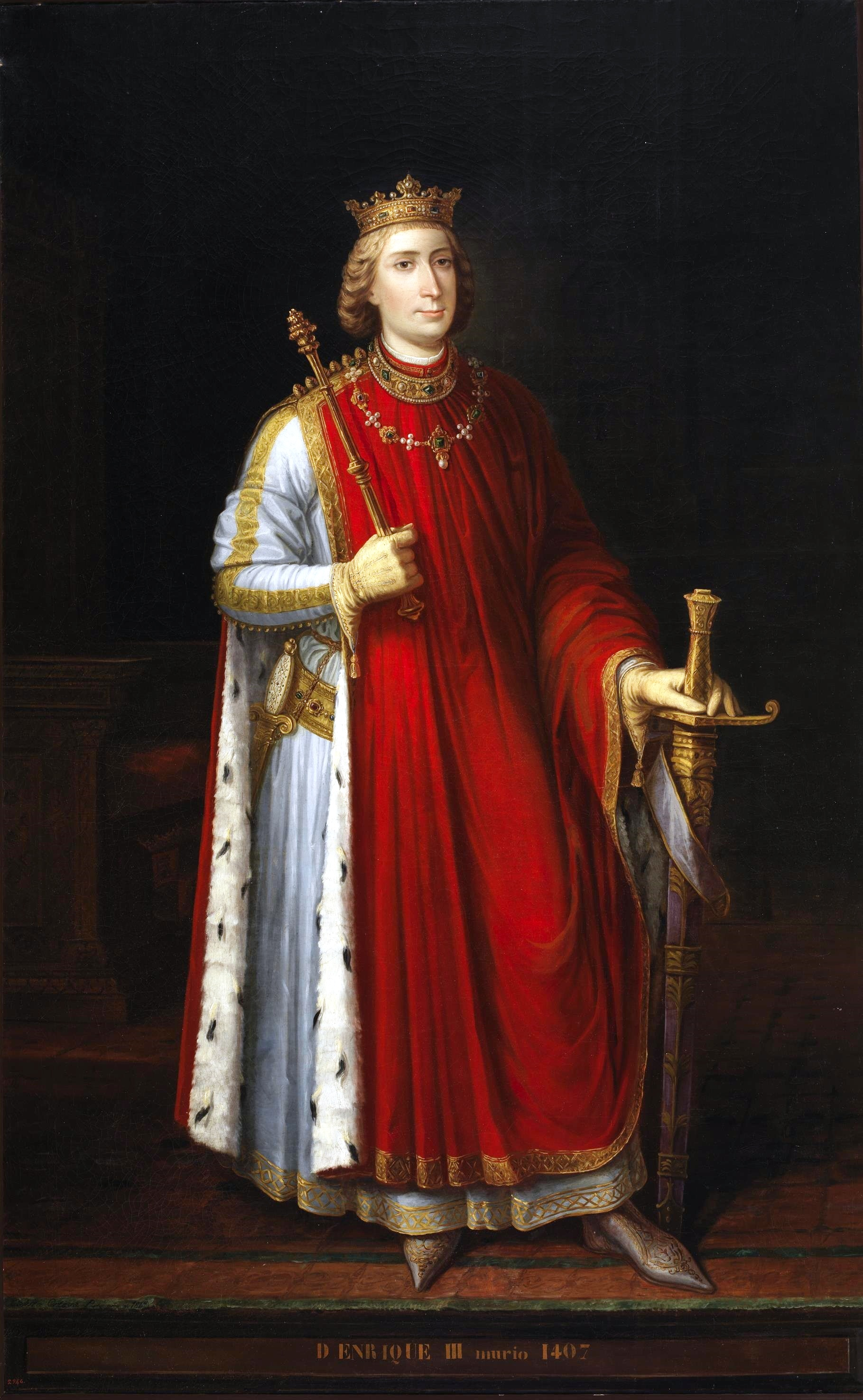
Enrique de Castilla, ya Enrique III, en un retrato de Calixto Ortega datado en 1848. Fue el primer príncipe de Asturias, proclamado en 1388.

El 8 de julio de 1388, fue acordado el Tratado de Bayona entre Juan de Gante y Juan I de Castilla, estableciendo la reconciliación dinástica tras el asesinato del rey Pedro I. Por este tratado, Juan de Gante y su esposa Constanza renunciaban a los derechos sucesorios castellanos en favor del matrimonio de su hija Catalina con el primogénito de Juan I de Castilla, el futuro Enrique III, a quien se le otorgó como heredero la dignidad de príncipe de Asturias. El título se concedió con cierta ceremonia. La muerte prematura de Juan I y la minoría de edad de Enrique impidió la conformación institucional y jurídica del principado, mientras que Alfonso Enríquez se volvía a levantar tras obtener su libertad por orden real. Asediado por las tropas del rey, fue sometido al arbitraje del rey de Francia, que impuso al conde la devolución de los territorios que poseía en Asturias. Se logró pacificar el territorio y se confirmó su situación de realengo.
En los primeros tiempos de la institución, el título de príncipe de Asturias no fue solo un título de honor, pues el territorio asturiano les pertenecía como patrimonio. Juan II dispuso finalmente en un albalá fechado en Tordesillas el 3 de marzo de 1444 la conversión del principado en señorío jurisdiccional, vinculando las ciudades, villas y lugares de las Asturias de Oviedo con sus rentas y jurisdicciones al mayorazgo de los herederos de la Corona —dicho documento fue en algún caso desobedecido e ignorado por los pueblos asturianos por considerarse un «contrafuero»—. Con la conformación legal se recuperó la dualidad realengo-señorío (villa-tierra) que perduraría bajo la jurisdicción del príncipe hasta la época de los Reyes Católicos. El 31 de mayo de ese mismo año el futuro Enrique IV intentó hacer efectivo el mayorazgo y recordó a Oviedo y las veintiuna principales villas asturianas que pertenecían a su señorío aunque no había «ejecutado ni usado [el principado] así por causa de mi minoridad como por causa de los grandes debates y los escándalos acaecidos en estos reinos».

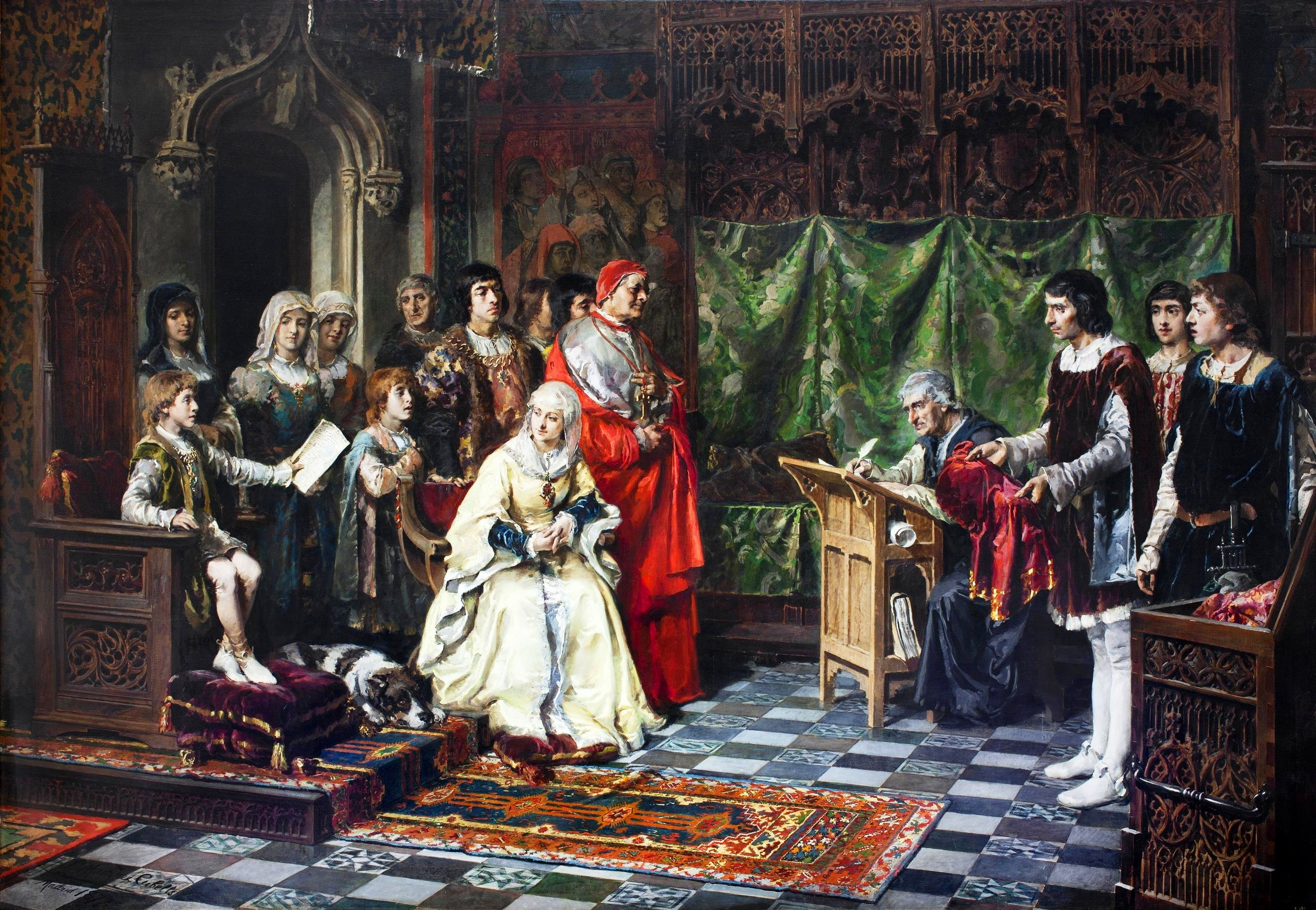
Educación del príncipe don Juan, por Martínez Cubells (1877). Juan de Aragón fue príncipe de 1478 a 1497 como heredero de los Reyes Católicos.

Aunque tradicionalmente se han considerado a todos los herederos de la Corona de Castilla príncipes de Asturias, no todos tuvieron un acto formal por el que se hacía la concesión del señorío jurisdiccional; en consecuencia, de manera estricta, solo fueron príncipes de Asturias Enrique entre 1388 y 1390, Enrique entre 1444 y 1453, Isabel entre 1468 y 1474 y brevemente Juan a partir de 1496. En los períodos en los que no se proclamaba ningún príncipe, el principado no desaparecía, sino que era directamente gobernado por el monarca, a cuyo erario iban a parar las rentas jurisdiccionales.
Con los Reyes Católicos se inició una política de reintegración del patrimonio real que dio lugar a un largo pleito en el principado, iniciado en 1483 y terminado en 1490 con la rúbrica de una concordia por la que los Quiñones entregaban a la Corona las villas de Cangas, Tineo, Llanes y Ribadesella a cambio de cinco millones de maravedís y de las Babias leonesas. En 1496 se intentó revitalizar el principado por Real Carta fechada a 20 de mayo, en la que los reyes, «queriendo observar la costumbre antigua» de sus reinos —en alusión a Aragón—, dieron al príncipe Juan las rentas y jurisdicciones de los lugares de Asturias que habían pasado a pertenecer a la Corona, reservándose la mayoría de la justicia y la condición de no enajenar el patrimonio.

### Decadencia bajo los Austrias
Con el príncipe Juan el título se incorporó a los generales de la monarquía, acumulando este los de príncipe de Asturias, de Gerona (1496), de España y del Nuevo Mundo. Las aspiraciones imperialistas se observan en la nueva titulación del primogénito: «Príncipe de estos Reynos, Príncipe de las Españas y del Nuevo Mundo». El título vive a partir de ese momento una época de parcial oscurecimiento con el establecimiento de los Austrias —por ejemplo, Felipe II fue educado como regente por la ausencia de su padre y no como príncipe de Asturias—. Los siglos xvi y xvii se caracterizaron por diversos conflictos entre el rey y el principado a causa de los títulos y dignidades concedidos por el rey y referentes al territorio. Ya en tiempos de Felipe IV se fijó el ceremonial de la jura del príncipe.

### Absolutismo borbónico
Con la llegada de la Casa de Borbón al trono español tras la Guerra de Sucesión se inicia un nuevo período para el Principado de Asturias, cuya población veía con esperanza a la nueva dinastía. La nueva casa real promovió una identificación del principado con el heredero español a raíz de la ayuda prestada por la Corona de Castilla durante la contienda, y el principado de Asturias, el que hasta entonces había sido el del heredero de Castilla, tiende a considerarse propiamente español.

### Constituciones decimonónicas

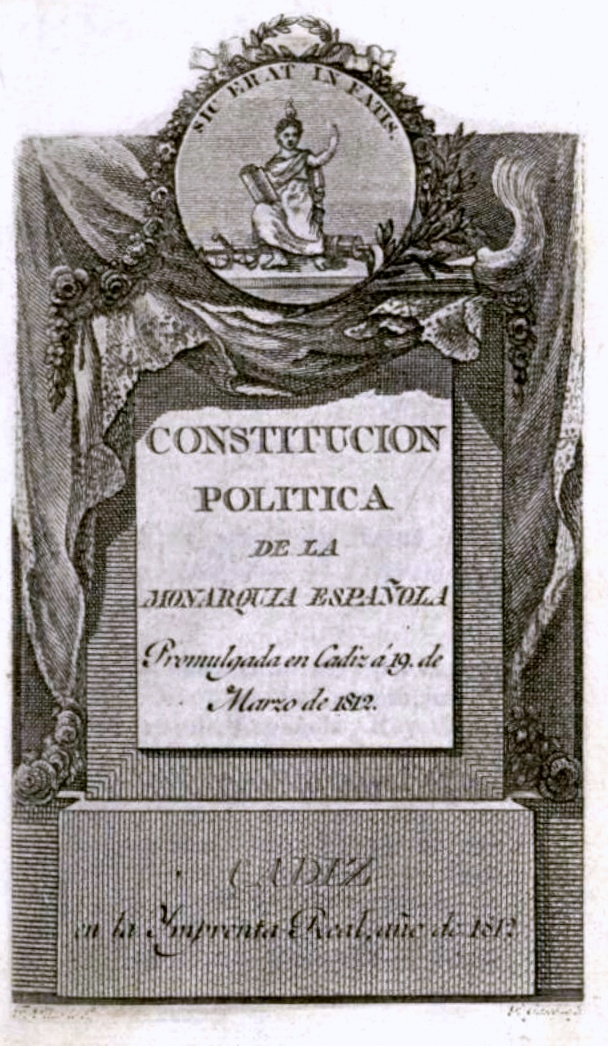
Portada de la primera edición de la Constitución de 1812.

Otra etapa se abrió a principios del siglo xix con la llegada del régimen constitucional. Para Agustín Argüelles, diputado asturiano en las Cortes de Cádiz, el proyecto de la Constitución de 1812 conservó más por «costumbre que por utilidad o precisión» el título de príncipe de Asturias al heredero de la Corona. La comisión encargada del proyecto, equiparando al príncipe heredero con el de Asturias, proponía que las Cortes le reconocieran al anunciarse su nacimiento y jurara ante las Cortes cuando alcanzara los catorce años defender el catolicismo, guardar la Constitución y obedecer al rey. Durante la discusión del proyecto algún diputado propuso que el príncipe fuera de las Españas y no de Asturias, otros que ostentase la dignidad desde su jura y no desde su nacimiento. Los asturianos Argüelles, Inguanzo y Cañedo, con ideologías opuestas, defendieron un título de honor, carente de derechos reales o meramente nominal, pero consagrado por la historia. El proyecto se mantuvo sin variación y finalmente se aprobó.
En las Constituciones de 1837 y 1845 se suprimió la equiparación del título con la del heredero de la Corona, hablando de «heredero inmediato de la Corona» (artículo 20 de la Constitución de 1837) y de «sucesor inmediato de la Corona», «inmediato sucesor», e «hijo primogénito del rey» (artículos 39, 47 y 61 de la Constitución de 1845). El Real Decreto de 30 de mayo de 1850 atribuye «a los sucesores inmediatos a la Corona, con arreglo a la Constitución de la Monarquía, sin distinción de varones o hembras», el título de «príncipes de Asturias».

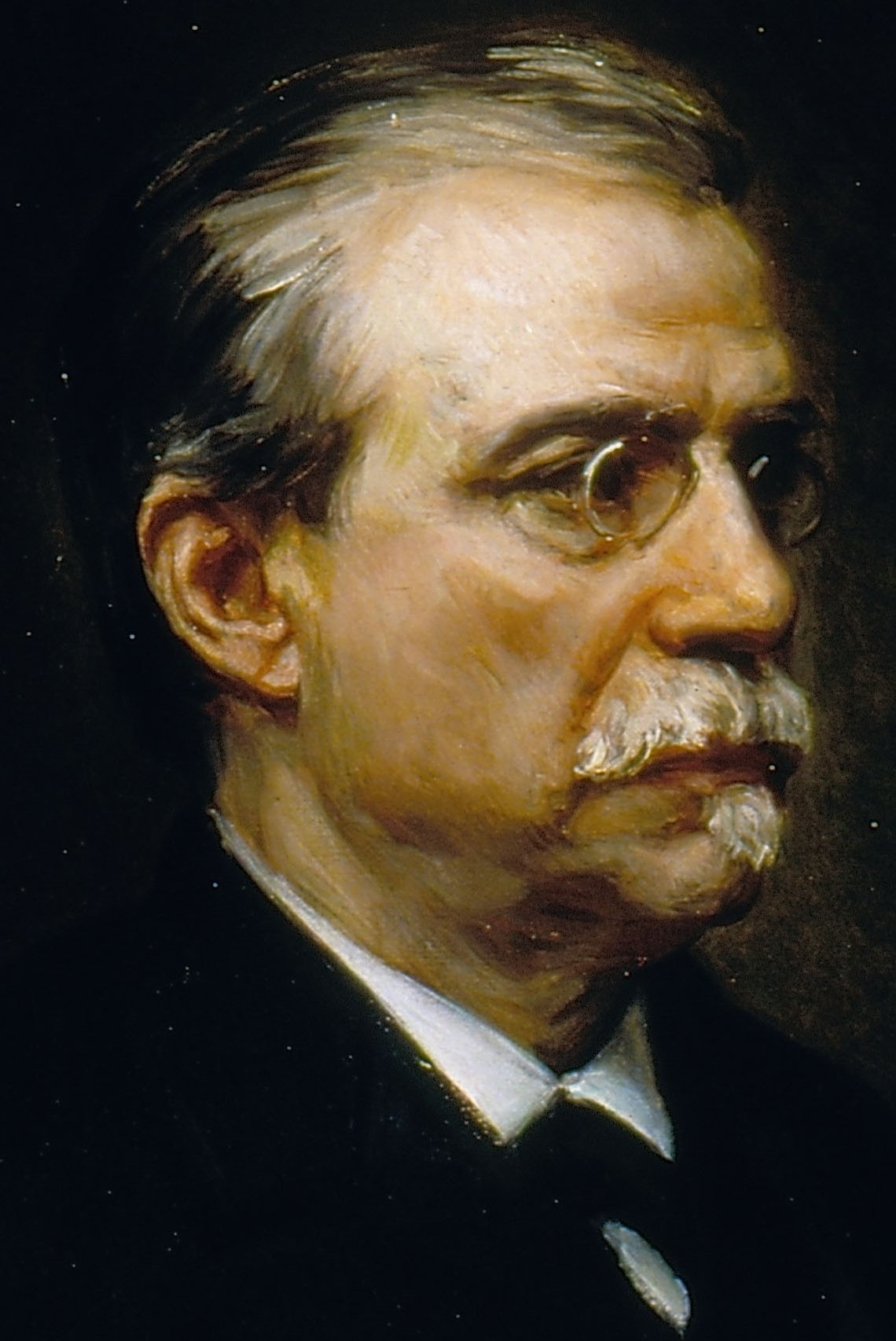
Un decreto promulgado durante el gobierno de Cánovas del Castillo clarificó la institución del principado.

En la Constitución de 1869 se mantiene la denominación tradicional de príncipe de Asturias gracias a la influencia del también asturiano Posada Herrera, aunque la siguiente de 1876 omite el título como las de 1837 y 1845. La Real Orden de 25 de marzo de 1875, sin embargo, había ratificado la doctrina de 1850 otorgando a María Isabel Francisca de Asís el título de princesa de Asturias. Un nuevo decreto de 1 de agosto de 1880 fijó el ceremonial para la presentación del «príncipe o infanta» que diese a luz María Cristina de Habsburgo-Lorena, título recurrido de inmediato por una comisión de la Diputación Provincial de Oviedo que pedía la devolución del título basándose en la vigencia del decreto de 1850. Dicha exposición motivó la publicación del «Decreto de ceremonial para la presentación del regio vástago», publicado en la Gazeta de Madrid de 1 de septiembre de 1880, en el que se aludía al heredero como príncipe de Asturias.
El Real Decreto de 22 de agosto de 1880 intentó clarificar toda la confusión y estableció los títulos y honores del príncipe e infantes sucesores. Estaba precedido por una exposición de motivos en la que el historiador Cánovas del Castillo, responsable último como jefe de Gobierno, pretendía fijar el verdadero perfil de la institución, sosteniendo que había una confusión «innecesaria e inexacta» entre el derecho de sucesión y el título de príncipe de Asturias, que no se podía confundir la investidura castellana del Principado de Asturias con la sucesión a la Corona española, reservando la denominación de «príncipe» a secas o de «príncipe de estos reinos», y que los legisladores de Cádiz se excedieron, promoviendo la confusión en los articulados constitucionales. El Decreto estableció que el título no había sido creación de las Cortes, sino de la potestad del rey, y restableció los «seculares usos», manteniendo el título de príncipe para los hijos primogénitos que nacieran, usando la denominación de príncipes de Asturias. Tras las críticas suscitadas, el nuevo gobierno liberal de Práxedes Mateo Sagasta se limitó a restaurar la doctrina del decreto de 1850, concediendo el título de princesa de Asturias a María de las Mercedes por Real Decreto de 10 de marzo de 1881.

### Democracia actual
Con la restauración de la monarquía en 1975, el Real Decreto de 21 de enero de 1977, apoyado por la Diputación Provincial de Oviedo, dispuso que el hijo de Juan Carlos I —Felipe de Borbón y Grecia— ostentase el título de príncipe de Asturias, además de los vinculados tradicionalmente al príncipe heredero. El proceso culminó con la promulgación de la Constitución de 1978, cuyo artículo 57.2 dice que el príncipe heredero será príncipe de Asturias y podrá utilizar el resto de títulos vinculados a su persona, encarnando de una manera simbólica la unión dinástica española.

## La persona del príncipe

Estandarte desde 2014, establecido por Real Decreto 979/2015.

El príncipe o princesa de Asturias, como príncipe heredero, es el primero en la línea de sucesión al trono español, recibe el tratamiento de Alteza Real por Real Decreto 1368/1987 y ostenta los títulos inherentes a dicha posición, reconocidos en el artículo 57.1 de la Constitución, y que simbolizan la unión dinástica española. Además del principal, el de príncipe de Asturias como heredero de la Corona de Castilla, encontramos los de:
- príncipe de Gerona, duque de Montblanch, conde de Cervera y señor de Balaguer, como heredero de los distintos reinos y estados de la Corona de Aragón,[43][44] con orígenes en 1351, 1387, 1353 y 1418, respectivamente;
- príncipe de Viana, como heredero del Reino de Navarra,[43] con origen en 1424.

Preside asimismo la Fundación Príncipe de Asturias y la Fundación Príncipe de Girona —Princesa de Asturias y Princesa de Girona cuando la heredera es fémina—.
Al alcanzar la mayoría de edad debe prestar ante las Cortes Generales juramento de desempeñar fielmente sus funciones, guardar y hacer guardar la Constitución y las leyes y respetar los derechos de los ciudadanos y de las comunidades autónomas, así como el de fidelidad al rey, atendiendo al artículo 61 de la Constitución. Este procedimiento se introdujo en 1978, ya que antes de la promulgación de la Carta Magna los príncipes de Asturias tenían que recibir el juramento de lealtad de las Cortes y no al revés. La actual princesa de Asturias es Leonor de Borbón y Ortiz, cuadragésima primera titular del principado, quien alcanzó tal dignidad el 19 de junio de 2014, al ascender al trono su padre Felipe VI como consecuencia de la abdicación de Juan Carlos I.

## Lista de Príncipes de Asturias
- Anexo:Príncipes de Asturias